# Banca Mitsui Sumitomo
La Banca Mitsui Sumitomo (三井住友銀行, Mitsui Sumitomo ginkō), coneguda en anglés com a Sumitomo Mitsui Banking Corporation i abreviat com a SMBC és una entitat financera japonesa amb seu a Chiyoda, Tòquio fundada l'any 1996 amb la unió del Banc Sumitomo i la Banca Sakura, successora del Banc Mitsui. A data del 2019 és la segona entitat bancària més gran del Japó en profits i capital. Juntament amb el Banc Mitsubishi UFJ i el Banc Mizuho, el SMBC és un dels tres bancs més importants del Japó i que dominen l'economia d'aquest país. El banc està estretament relacionat amb els keiretsu Mitsui i Sumitomo.